# BBC Radio 6 Music
BBC Radio 6 Musicは、 BBCが所有・運営するイギリスのデジタルラジオ局である。 

## 概要
主に、有名アーティストや新進気鋭のバンドによる幅広いオルタナティブミュージックを放送している。 2002年にBBCが32年ぶりに開局した全国音楽ラジオ局となった。  この局は、 DAB ラジオ、 BBC Sounds 、デジタルテレビ、およびAstra 2B衛星を通じて北ヨーロッパと西ヨーロッパ全域のデジタル メディアで利用できる。
BBC Radio 6 Musicは「オルタナティブミュージックに特化した放送局」と評されている。  多くのプレゼンターは、主な焦点がインディーズギター音楽であるという認識に反対している。  この放送局は、その番組を「現代の最先端の音楽、過去60年間の象徴的かつ革新的な音楽、そしてBBCの素晴らしい音楽アーカイブへのアクセス」と表現している。  その形式は他の国で見られる折衷的なラジオに似ており、プログラムされたプレイリストがある一方で、ポップ、ロック、ダンス、エレクトロニック、インディーズ、ヒップホップ、 R&B 、パンク、ファンク、グライム、メタル、ソウル、スカ、ハウス、レゲエ、ジャズ、ブルース、ワールド、テクノ、エクスペリメンタルなど、幅広いジャンルの音楽が定期的に放送されている。 これに加えて、他の BBC ラジオ局、特に商業ラジオと比較して、プログラムされたプレイリストに関してプレゼンターの選択肢がより多くある。 2014年以来、毎年恒例の音楽フェスティバル「6 Music Festival」がイギリス各地のさまざまな都市で開催され、同局で生放送されている。 2023年以降は、規模を縮小して毎年グレーターマンチェスターのみで開催される予定。  
2010年7月、 BBCトラストは、商業上のライバルに余裕を与えるために6ミュージックを閉鎖するというBBCの提案を拒否したと発表した。  トラストは、この放送局は「リスナーに好評で、非常に特徴的で、重要な貢献をした」とコメントした。  2018年、6 Musicは最も聴取されているデジタル専用ラジオ局であり、週平均視聴者数は253万人だった。 
RAJARによれば、この放送局は2024年3月時点で毎週250万人の視聴者に向けて放送しており、聴取シェアは2.5%となっている